# Крест Доблести (Греция)
Крест Доблести (греч. Αριστείον Ανδρείας) — военная государственная награда Греции, вручаемая за исключительную отвагу или умелое руководство на поле боя.

## История
Крест Доблести в своей истории учреждался три раза: первоначально 13 мая 1913 года во время Балканской войны, но не вручался вплоть до 1921 года в период греко-турецкой войны 1919-1922 годов; второй раз учреждён 11 ноября 1940 года, вскоре после начала греко-итальянской войны; третий раз крест был учреждён в 1974 году.
Указом от 31 марта 1921 года утверждалось, что класс командорского креста мог вручаться командующим, золотой крест — старшим и младшим офицерам, серебряный крест — мичманам, сержантам и рядовым.

## Степени
Первоначально, в 1913 году крест Доблести был учреждён в одной степени, однако уже в 1921 году, при повторном учреждении, был разделён на три класса:
- командорский крест (Σταυρός Ταξιάρχη) — золотой крест в цветных эмалях на ленте на шее;
- золотой крест (Χρυσούς Σταυρός) — золотой крест в цветных эмалях на ленте на левой стороне груди;
- серебряный крест (Αργυρός Σταυρός) — серебряный крест без эмалей на ленте на левой стороне груди.

Данное разделение на три класса сохранились при переучреждении креста в 1974 году:
- командорский крест (Σταυρός Ταξιάρχη) — золотой крест в цветных эмалях на шейной ленте
- золотой крест (Χρυσούς Σταυρός) — золотой крест в цветных эмалях на нагрудной ленте
- серебряный крест (Αργυρός Σταυρός) — серебряный крест без эмалей на нагрудной ленте

## Описание

### Тип 1 (1913)
Знак креста — коронованный королевской короной прямой крест с расширяющимися концами, с увеличенным нижним основанием, белой эмалью с каймой синей эмали. В центре круглый медальон с каймой в виде листьев лавра. В медальоне рельефное изображение святого Дмитрия Солунского на коне. Реверс знака подобен аверсу, за исключением — в медальоне надпись «ΑΞΙᾼ» (За доблесть).

### Тип 2 (1921)
Знак командорского креста — коронованный королевской короной прямой крест с расширяющимися концами, с увеличенным нижним основанием, белой эмали с каймой синей эмали. В центре круглый медальон с каймой в виде листьев лавра. В медальоне изображение святого Дмитрия Солунского на коне в цветных эмалях. Реверс знака подобен аверсу, за исключением — в медальоне надпись «ΑΞΙᾼ» (За доблесть).
Знак золотого креста подобен командорскому, за исключением — изображение святого Дмитрия Солунского рельефное в металле.
Знак серебряного креста подобен золотому, но без эмалей.
Лента креста — из трёх голубых и двух белых полос равной ширины. Для отличия награждений 1940 года на ленту крепилась металлическая планка с обозначением года «1940».

### Тип 3 (1974)
Кресты всех классов походят на предыдущие типы, однако королевская корона заменена на государственный герб Греции в цветных эмалях (лазоревый щит с серебряным крестом и лавровым венком вокруг щита), изображение святого Дмитрия заменено на изображение Девы Марии.

## Галерея

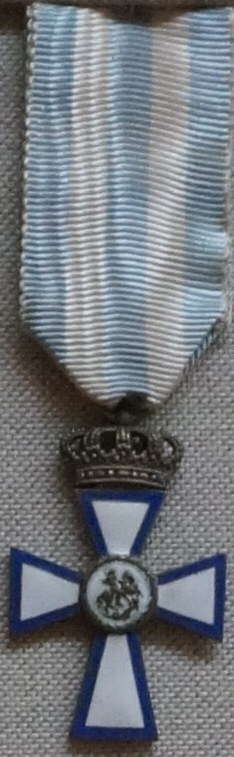
Золотой крест
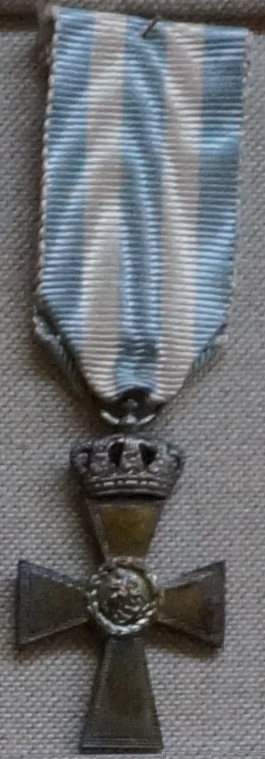
Серебряный крест
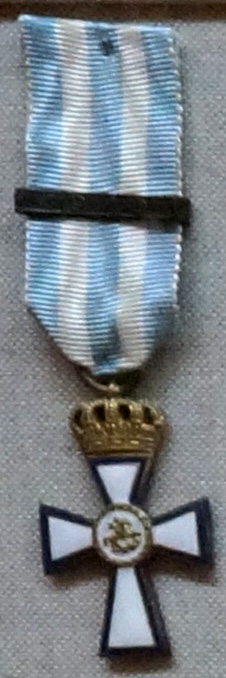
Золотой крест образца 1940 года